# Siegfried Joksch
Siegfried Joksch (Vienna, 4 luglio 1917 – Vienna, 29 aprile 2006) è stato un calciatore austriaco, di ruolo centrocampista.

## Carriera

### Club
È stato una delle bandiere dell'Austria Vienna, squadra per la quale ha vestito la maglia durante sedici stagioni consecutive.

### Nazionale
Esordisce il 6 dicembre 1945 contro la Francia (4-1). L'11 luglio 1948 indossa per la prima volta la fascia da capitano contro la Svezia (3-2). Totalizza 22 presenze, due da capitano, senza aver mai segnato.

## Palmarès

### Club

#### Competizioni nazionali
- Campionato austriaco: 3

Austria Vienna: 1936-1937, 1948-1949, 1949-1950
- Coppa d'Austria: 2

Austria Vienna: 1947-1948, 1948-1949